# Aquí y ahora (álbum de Nelson John)
Aquí y Ahora es el segundo álbum de estudio del cantautor argentino Nelson John.
El cual incluye canciones como “Gris”,“Cada día”,“Quizá” entre otras...

## Lista de canciones
1. Abre el corazón / Letra: Nelson, Música: Nelson, Marcos Rodriguez Corbalan /
2. Para verte / Letra y Música: Nelson /
3. Zamba triste / Letra y Música: Victor Fernández /
4. Gris / Letra y Música: Nelson /
5. Los mareados / Letra: Enrique cadicamo - Música: Juan Carlos Cobian /
6. Corazonada / Letra: Nelson - Música: Nelson, Roman Martino /
7. Otra Vez / Letra: Nelson - Música: Nelson, Marcos Rodriguez Corbalan /
8. Flores Negras / Letra y Música: Ruben Goldin /
9. Quizá / Letra: Nelosn - Música: Nelson, Marcos Rodriguez Corbalan /
10. Cada día / Letra: Nelson - Música: Nelson, Juan Abalos /

## Créditos
- Producción Artística, Dirección Musical y Arreglos: Marcos Rodriguez Corbalan
- Coproducción Artística: Nelson y Joaquin Fontana
- Grabado y Mezclado en GauchoAlambre Studio entre abril de 2009 y junio de 2010

Artistas y músicos que participan en este disco:
Ruben Goldin Person Super ratones Manuel wirtz Gringui Herrera David Bolzoni Juan Abalos Luis Burgio Silvio Furmanki Indio Marquez
- Datos: Q5702112